# Forças Armadas Zairenses

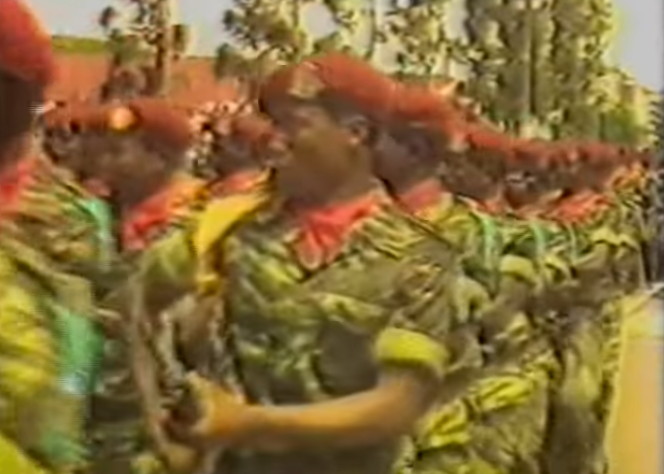
A 31ª Brigada de paraquedistas Zairense.

As Forças Armadas Zairenses (em francês:  Forces armées zaïroises, FAZ) foram as forças armadas do Zaire de 1971 a 1997. Sob as ordens do Presidente e Marechal Mobutu Sese Seko,  dedicaram-se à proteção do país e de seu regime. Frequentemente debilitadas pela corrupção, participaram de muitos conflitos até a queda de Mobutu após a Primeira Guerra do Congo.
Foram renomeadas e substituídas pelas Forças Armadas Congolesas e depois pelas Forças Armadas da República Democrática do Congo (FARDC).

## História

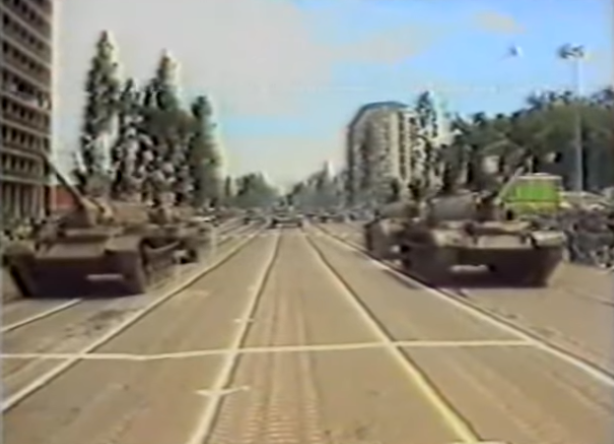
Tanques em Kinshasa, em 1985.

As Forças Armadas Zairenses foram criadas em 1971, alterando o nome do exército nacional congolês. Esta mudança foi ligada à política de zairização da República do Congo (Léopoldville), um retorno à "authenticité" africana liderada pelo general Mobutu no poder desde 1965.
As forças armadas zairenses foram, ao longo de sua história, enfraquecidas por numerosos expurgos baseados em critérios étnicos. Entre 1975 e 1978, mais de 1.000 oficiais e suboficiais do Cassai ou Catanga foram excluídos após distúrbios em sua região. Na década de 1980, as forças armadas eram cada vez mais compostas por Ngbandi, grupo étnico do presidente, ou pelos Ngbaka.

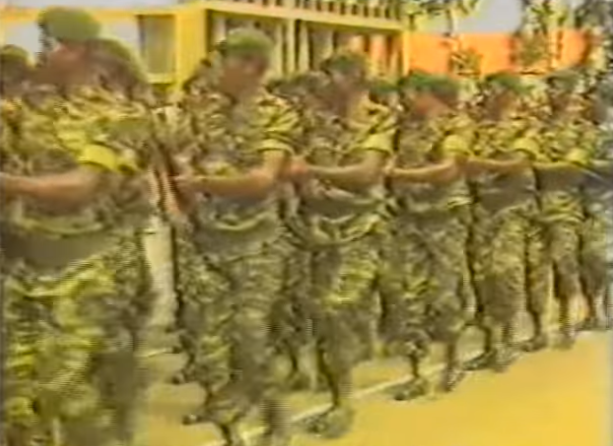
Comandos zairenses.

Os soldados zairenses eram, em sua maioria, muito mal pagos e, a partir da década de 1970, engajaram em tráfico de equipamentos militares para conseguir dinheiro, enquanto os oficiais desviavam os salários e recursos destinados a seus subordinados.

## Organização

### 1975

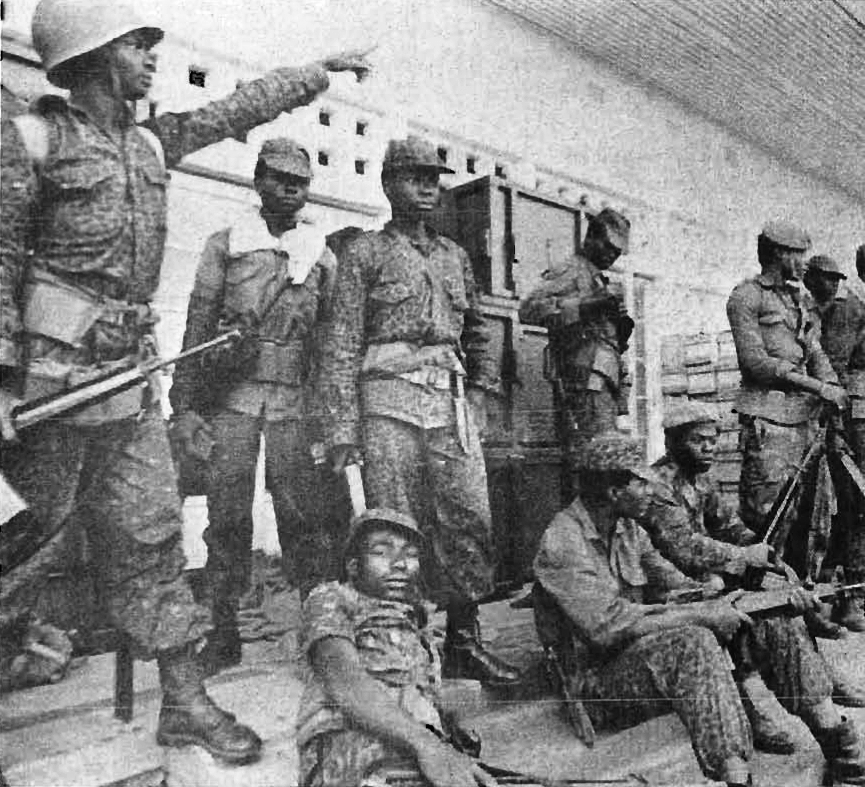
Soldados zairenses na província de Shaba em 1977.

No início de 1973, as Forças Armadas Zairenses reuniam 49.000 soldados, repartidos entre a divisão das tropas de choque aerotransportadas (DITRAC), um regimento blindado, um batalhão de infantaria mecanizada, 14 batalhões de infantaria e 4 outros batalhões. O DITRAC, treinado por instrutores israelenses até 1972, era composto por 7 batalhões de comandos paraquedistas.

### 1990
Por volta de 1990, as Forças Armadas Zairenses consistiam nas seguintes unidades:
- a Divisão Especial Presidencial (Division spéciale présidentielle, DSP), comandada pelo general Nzimbi Ngbale, em Quinxassa;
- a 1.ª Brigada Blindada em Mabanza-Angungu;
- as 11.ª, 12.ª e 14.ª brigadas da Divisão Kamanyola na província de Catanga;
- a 13ª Brigada de Infantaria em Kalemie (Tanganhica);
- a 21.ª Brigada de Infantaria, conhecida como Léopards em Lubumbashi (Catanga);
- a 31.ª brigada de paraquedistas em Quinxassa e Camina;[7]
- a 32.ª brigada de paraquedistas em Kitona;
- a 41.ª Brigada de Comando em Quissangane.

Entre essas unidades, as 21.ª, 31.ª e 42.ª Brigadas, bem como a Divisão Especial Presidencial, são as únicas relativamente preparadas para combater. A brigada blindada, igualmente bem treinada para os padrões zairenses, possuía apenas 30 blindados e 500 homens e era sobretudo uma unidade de instrução. Após motins em 1991, os instrutores estrangeiros (chineses, belgas, franceses e israelenses) deixaram o país e apenas a Divisão Especial Presidencial manteve capacidades militares satisfatórias.

## Marinha zairense

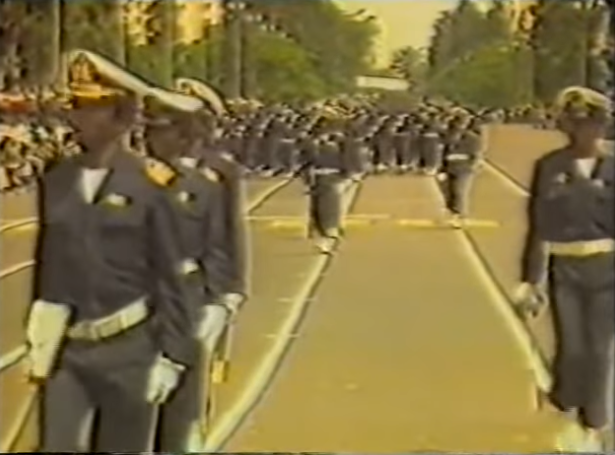
Militares da marinha zairense marchando em Quinxassa em 1985.

A marinha zairense estava baseada principalmente no porto de Banana, na costa atlântica. Estava equipada com navios de patrulha das classes Shanghai e Huchwan, bem como navios ligeiros. O maior navio, batizado de Zaïre, era um navio de 70 toneladas ancorado no porto de Matadi. Outras unidades da marinha operavam no rio Zaire, desde Boma e Quinxassa, e no lago Tanganica, desde Kalemie e Moba.
A frota tornou-se quase totalmente inoperante na década de 1990.